# Borek (powiat szamotulski)
Borek – osada w Polsce, w województwie wielkopolskim, w powiecie szamotulskim, w gminie Wronki.
Do 2023 miejscowość była częścią wsi Stróżki.
W latach 1975–1998 Borek należał administracyjnie do województwa pilskiego.
Miejscowość lokalnie nazywana jest jako "Hajtkowo".